# Gagarinův pohár

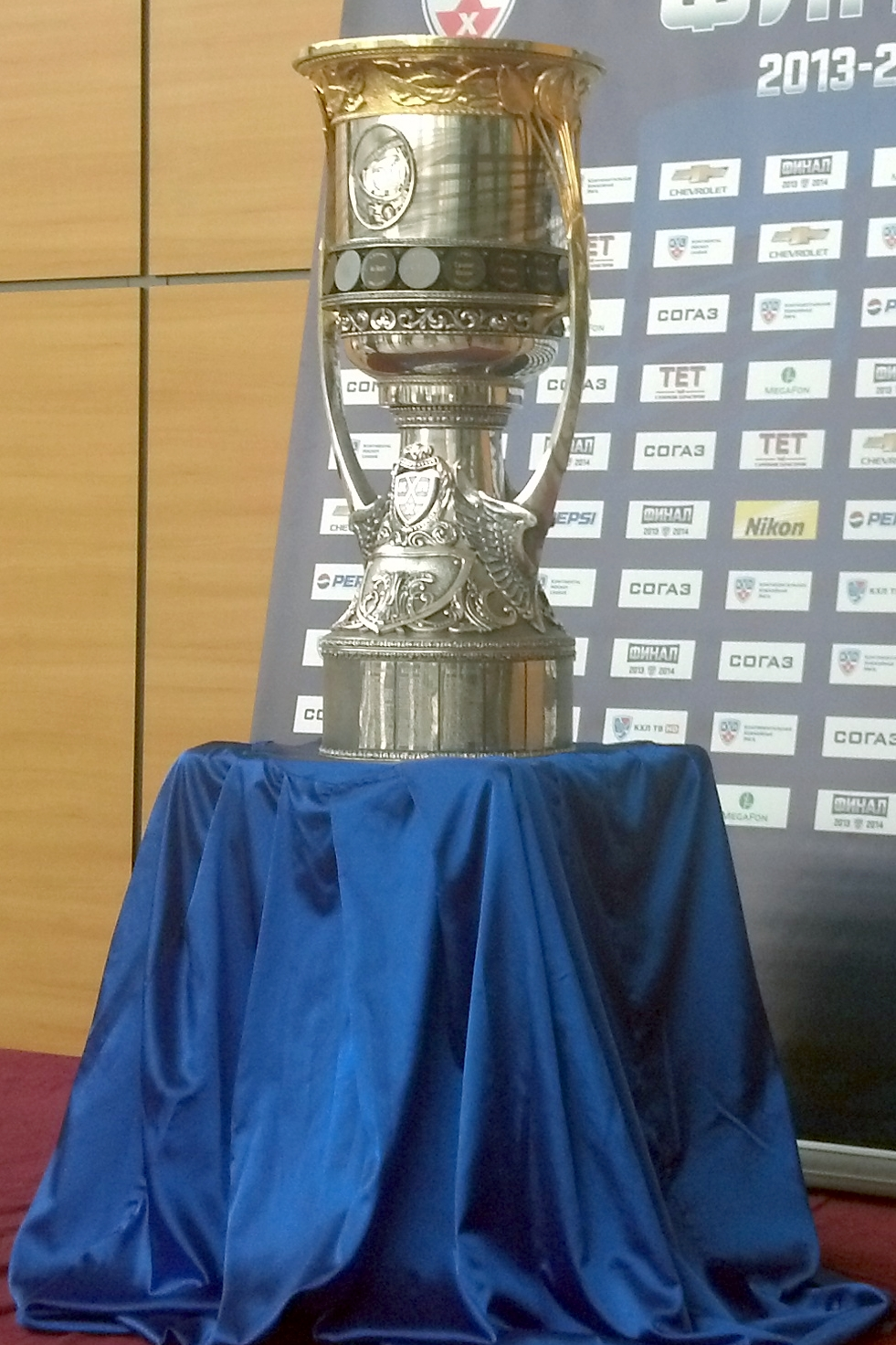
Gagarinův pohár

Gagarinův pohár je sportovní trofej udělovaná vítězi play-off Kontinentální hokejové ligy. Pohár váží 18 kg (40 liber), je tedy těžší než Stanley Cup, vyroben je ze stříbra a je pozlacený.
Pohár je pojmenován po Juriji Gagarinovi, protože poslední zápas v první sezóně, kdy jím byl vítěz soutěže dekorován, se hrál 12. dubna, tedy v den, kdy Gagarin v roce 1961 vzlétl do vesmíru. Podle komisaře ligy Alexandra Medveděva byl pohár pojmenován po Gagarinovi, protože si lidé mohou spojit jeho jméno s dosažením velkých úspěchů. Sám Gagarin hrál hokej, ačkoli samozřejmě ne na úrovni srovnatelné s KHL. Uvažovalo se i o pojmenování ocenění po sovětském hokejovém trenéru Anatoliji Tarasovovi označovaném za „otce ruského hokeje“. Přednost však dostal Gagarin a po Tarasovovi je pojmenována jedna ze čtyř divizí.

## Počet zisků Gagarinova poháru
| Klub                   | Počet titulů | Roky                            |
| ---------------------- | ------------ | ------------------------------- |
| Ak Bars Kazaň          | 3            | 2008/2009, 2009/2010, 2017/2018 |
| CSKA Moskva            | 3            | 2018/2019, 2021/2022, 2022/2023 |
| Metallurg Magnitogorsk | 3            | 2013/2014, 2015/2016, 2023/2024 |
| Dynamo Moskva          | 2            | 2011/2012, 2012/2013            |
| SKA Petrohrad          | 2            | 2014/2015, 2016/2017            |
| Salavat Julajev Ufa    | 1            | 2010/2011                       |
| Avangard Omsk          | 1            | 2020/2021                       |
| Lokomotiv Jaroslavl    | 1            | 2024/2025                       |

## Držitelé
| Ročník    | Mistr                                     | Výsledek                                  | Vicemistr                                 | Vítěz základní části                      | Hráči ČR s titulem                        | Soupisky mistrů                           | Trenér mistra                             |
| --------- | ----------------------------------------- | ----------------------------------------- | ----------------------------------------- | ----------------------------------------- | ----------------------------------------- | ----------------------------------------- | ----------------------------------------- |
| 2008/2009 | Kazaň                                     | 4 - 3                                     | Jaroslavl                                 | Ufa                                       | nikdo                                     | soupiska                                  | Zinetula Biljaletdinov                    |
| 2009/2010 | Kazaň                                     | 4 - 3                                     | Balašicha                                 | Ufa                                       | nikdo                                     | soupiska                                  | Zinetula Biljaletdinov                    |
| 2010/2011 | Ufa                                       | 4 - 1                                     | Mytišči                                   | Omsk                                      | Miroslav Blaťák Jakub Klepiš              | soupiska                                  | Vjačeslav Bykov                           |
| 2011/2012 | Dynamo Moskva                             | 4 - 3                                     | Omsk                                      | Čeljabinsk                                | Marek Kvapil Filip Novák Jakub Klepiš     | soupiska                                  | Oļegs Znaroks                             |
| 2012/2013 | Dynamo Moskva                             | 4 - 2                                     | Čeljabinsk                                | Petrohrad                                 | Marek Kvapil Filip Novák Jakub Petružálek | soupiska                                  | Oļegs Znaroks                             |
| 2013/2014 | Magnitogorsk                              | 4 - 3                                     | HC Lev Praha                              | Dynamo Moskva                             | Jan Kovář                                 | soupiska                                  | Mike Keenan                               |
| 2014/2015 | Petrohrad                                 | 4 - 1                                     | Kazaň                                     | CSKA Moskva                               | Roman Červenka                            | soupiska                                  | Vjačeslav Bykov                           |
| 2015/2016 | Magnitogorsk                              | 4 - 3                                     | CSKA Moskva                               | CSKA Moskva                               | Jan Kovář Tomáš Filippi                   | soupiska                                  | Ilja Voroběv                              |
| 2016/2017 | Petrohrad                                 | 4 - 1                                     | Magnitogorsk                              | CSKA Moskva                               | nikdo                                     | soupiska                                  | Oļegs Znaroks                             |
| 2017/2018 | Kazaň                                     | 4 - 1                                     | CSKA Moskva                               | Petrohrad                                 | Jiří Sekáč                                | soupiska                                  | Zinetula Biljaletdinov                    |
| 2018/2019 | CSKA Moskva                               | 4 - 0                                     | Omsk                                      | CSKA Moskva                               | nikdo                                     | soupiska                                  | Igor Nikitin                              |
| 2019/2020 | play-off zrušeno kvůli pandemii covidu-19 | play-off zrušeno kvůli pandemii covidu-19 | play-off zrušeno kvůli pandemii covidu-19 | play-off zrušeno kvůli pandemii covidu-19 | play-off zrušeno kvůli pandemii covidu-19 | play-off zrušeno kvůli pandemii covidu-19 | play-off zrušeno kvůli pandemii covidu-19 |
| 2020/2021 | Omsk                                      | 4 - 2                                     | CSKA Moskva                               | CSKA Moskva                               | Jiří Sekáč Šimon Hrubec                   | soupiska                                  | Bob Hartley                               |
| 2021/2022 | CSKA Moskva                               | 4 - 3                                     | Magnitogorsk                              | bez vítěze                                | nikdo                                     | soupiska                                  | Sergej Fjodorov                           |
| 2022/2023 | CSKA Moskva                               | 4 - 3                                     | Ak Bars Kazaň                             | SKA Petrohrad                             | nikdo                                     | soupiska                                  | Sergej Fjodorov                           |
| 2023/2024 | Metallurg Magnitogorsk                    | 4 - 0                                     | Lokomotiv Jaroslavl                       | HK Dynamo Moskva                          | nikdo                                     | soupiska                                  | Andrej Razin                              |
| 2024/2025 | Lokomotiv Jaroslavl                       | 4 - 1                                     | Traktor Čeljabinsk                        | Lokomotiv Jaroslavl                       | nikdo                                     | Soupiska                                  | Igor Nikitin                              |